# La Mousson (film, 1995)
Pour les articles homonymes, voir La Mousson (homonymie).
La Mousson (Barsaat) est un film indien de Bollywood réalisé par Rajkumar Santoshi sorti le 6 octobre 1995.
Le film met en vedette Bobby Deol et Twinkle Khanna dont il marque les débuts au cinéma.

## Distribution
- Bobby Deol : Badal
- Twinkle Khanna : Tina Oberoi
- Raj Babbar : Dinesh Oberoi
- Mukesh Khanna : Bhairon, le père de Badal

## Box-office
Box-office en Inde : 192 500 000 roupies.